# Aigo
Beijing Huaqi Information Digital Technology Co Ltd, o aigo (chino simplificado: 爱国者, chino tradicional: 愛國者, Hanyu pinyin: Àiguózhě, "patriota") es una empresa china de electrónicos. Tiene su sede en el Ideal Plaza (S: 理想国际大厦, T: 理想國際大廈, P: Lǐxiǎng Guójì Dàshà) en Haidian, Pekín. aigo fabrica productos electrónicos incluyendo altavoces, dispositivos de almacenamiento, y reproductores de músicas y vídeos.